# Drainage (construction)
Pour les articles homonymes, voir Drainage.
Le drainage est une technique de construction qui consiste à protéger les bâtiments de l'humidité. Il peut être réalisé à l’aide de matériaux naturels ou synthétiques. Dans le cas des géosynthétiques, le drainage est défini comme la collecte et le transport des eaux pluviales, souterraines et/ou d’autres fluides dans le plan d’un géotextile ou d’un produit apparenté aux géotextiles. Le mot « drainage » est un emprunt à l'anglais, du XIXe siècle (anglicisme). Le terme en français a d'abord eu une connotation agricole.
En construction, il est recommandé de mettre en place un drain au niveau des fondations d'un édifice afin de collecter les infiltrations d'eau dans le sous-sol avant qu'elles ne risquent de porter atteinte à la stabilité de la construction à la suite de l'affouillement progressif de l'assise des fondations par l'érosion provoquée par les courants d'eau souterrains.
Le drain de dispersion se pose aux  longrines de fondation. Il est entouré de concassé et délimité par une membrane géotextile empêchant la terre d'entrer dans le drain et de le boucher.
Elle est préconisée sur les terrains en pente, les sols argileux et limoneux.